# Xenotachina busenensis
Xenotachina busenensis är en tvåvingeart som beskrevs av Fan 1992. Xenotachina busenensis ingår i släktet Xenotachina och familjen husflugor.
Artens utbredningsområde är Nordkorea. Inga underarter finns listade i Catalogue of Life.